# Huracán Martha
El huracán Martha fue el único ciclón tropical registrado que tocó tierra en Panamá. Fue la decimoctava tormenta en recibir nombre y el duodécimo huracán de la temporada de huracanes del Atlántico de 1969. Martha se desarrolló en el sudoeste del mar Caribe el 21 de noviembre. Inicialmente la tormenta se desarrolló con vientos sostenidos de 85 km/h, saltando el estado de depresión tropical. Permaneció estacionario y se intensificó rápidamente en un huracán. Martha reportó máximos vientos sostenidos de 150 km/h el 22 de noviembre. Subsecuente, Martha se debilitó y se desplazó al sudoeste. El 24 de noviembre, Martha tocó tierra en la provincia de Veraguas, Panamá, como una fuerte tormenta tropical. El sistema se debilitó en una depresión tropical y se disipó sobre la tierra el 25 de noviembre.
Debido a que la tormenta se debilitó antes de tocar tierra, no se esperaron ni se reportaron vientos fuertes en los países afectados. En Panamá se registraron más de 330 mm de lluvia en algunas zonas. Zonas agrícolas fueron inundadas en Almirante y las calles se inundaron en las zonas bajas de Puerto Armuelles. La tormenta también dejó lluvias significativas en Costa Rica. Inundaciones y deslizamientos de tierra aislaron gran parte de San José y numerosas calles fueron inundadas en Golfito. El daño en Costa Rica fue de 30 millones de dólares (1969 USD) y cinco muertos.

## Historia meteorológica
Vientos a lo alto de la vecindad de la isla de San Andrés y la Zona del Canal de Panamá indicaron que un sistema de circulación de bajo nivel se desarrolló en el suroeste del Mar Caribe el 20 de noviembre. Según el best track, la tormenta tropical Martha se formó a las 12:00 UTC del 21 de noviembre, con una velocidad inicial de 85 km/h. Entonces Martha saltó el estado de depresión tropical. Ubicado a 160 km al noreste de la ciudad de Bocas del Toro, la tormenta permaneció estacionaria por 24 horas después de la ciclogénesis tropical. Martha inmediatamente ganó fuerza, convirtiéndose en huracán a las 0:00 UTC del 22 de noviembre. Operacionalmente, el Centro Nacional de Huracanes comenzó a hacer avisos a la 3:00 UTC y erróneamente indicó que era una depresión tropical y determinó que las condiciones no favorecerían una intensificación significativa. Posteriormente el 22 de noviembre, un vuelo de reconocimiento indicó que Martha se había intensificado en un huracán compacto, y que el ciclón tropical mantenía vientos sostenidos máximos de 150 km/h. La aeronave de reconocimiento midió una presión barométrica mínima de 980 mbar, aunque luego fue corregido a 979 mbar en el análisis post-temporada.
El ojo tenía 74 km de ancho y fue descrito como pobremente organizado, aunque la convección estaba incrementando. Después de llegar al pico de intensidad, Martha comenzó a desplazarse al sur y lentamente se debilita. A las 12:00 UTC del 23 de noviembre, el ciclón tropical se convierte en tormenta tropical, luego que sus vientos decrecieran a 110 km/h y un viaje de reconocimiento registró un aumento de la presión barométrica a 999 mbar. La tormenta mantuvo su intensidad, y poco antes de las 18:00 UTC del 24 de noviembre, Martha toca tierra en la parte norte de la provincia de Veraguas en Panamá, a 16 km al este del río Calovébora. Operacionalmente, los vientos eran de 80 km/h cuando la tormenta ingresó a tierra firme. Martha fue el único ciclón tropical registrado en tocar tierra en Panamá, aunque es posible que otros ciclones tropicales en Panamá no fueron detectados. La tormenta se debilitó rápidamente en tierra, deteriorándose en depresión tropical al comienzo del 25 de noviembre, doce horas antes de disiparse sobre el sur de la actual comarca Ngöbe-Buglé.

## Preparativos e impactos
Los residentes fueron informados previamente con olas de 1.5 m más arriba de lo normal cerca del punto donde tocaría en tierra. Sin embargo, el pronóstico de las olas fue reducido a 0.9 m sobre lo normal entre el golfo de los Mosquitos y la laguna de Chiriquí. Debido a que Martha era un ciclón tropical débil, la principal amenaza eran las inundaciones rápidas. El Centro Nacional de Huracanes indicó que la lluvia podría exceder los 254 mm. Adicionalmente, Arnold Sugg del Centro Nacional de Huracanes advirtió a los habitantes entre la ciudad de Bluefields, Nicaragua y Almirante en Panamá, de fuertes vendavales y precipitaciones.
En Panamá, la tormenta dejó al menos 330 mm de precipitaciones, especialmente en la parte occidental del país. Como resultado, al menos la mitad de las zonas agrícolas en Almirante, Bocas del Toro se inundó, causando daño extensivo en las cosechas. En Puerto Armuelles, Chiriquí, la lluvia persistente provocó inundaciones. Condiciones similares fueron reportadas en Golfito, Costa Rica. Los efectos de Martha provocaron cinco muertes, todas ellas en Costa Rica. El país sufrió inundaciones por la lluvia constante, que recibió una destrucción importante. La ciudad capital de San José recibió inundaciones importantes. En total, los daños fueron cuantificados a 30 millones de dólares (1969 USD).